# Derius Davis
Derius Davis (St. Francisville, 11 settembre 2000) è un giocatore di football americano statunitense che milita nel ruolo di wide receiver per i Los Angeles Chargers della National Football League (NFL).

## Carriera

### Los Angeles Chargers
Al college Davis giocò a football a TCU, venendo premiato come giocatore degli special team dell'anno della Big 12 Conference nell'ultima stagione. Fu scelto nel corso del quarto giro (125º assoluto) del Draft NFL 2023 dai Los Angeles Chargers. Debuttò come professionista subentrando nella gara del primo turno contro i Miami Dolphins, ricevendo un passaggio da 5 yard. Nel Monday Night Football della settimana 9 contro i New York Jets ritornò un punt per 87 yard in touchdown, venendo premiato come giocatore degli special team della AFC della settimana. A fine stagione fu inserito nel Second-team All-Pro come punt returner.

## Palmarès
- Second-team All-Pro: 1

2023
- Giocatore degli special team della AFC della settimana: 1

9ª del 2023
- PFWA All-Rookie Team - 2023